# Community Shield 2008
Community Shield 2008 byl 86. ročník anglického fotbalového superpoháru zvaného Community Shield, pořádaného anglickou fotbalovou asociací (FA). Zápas se odehrál 10. srpna 2008 na londýnském stadionu Wembley. Účastníky byli vítěz Premier League sezóny 2007/08 Manchester United FC a vítěz anglického poháru ve stejném roce Portsmouth FC.

## Statistiky zápasu
| 10. srpna 2008 16:00 SELČ |        |               |                                                       |
| Manchester United FC      | 0 : 0  | Portsmouth FC | Wembley, Londýn diváci: 84 808 rozhodčí: Peter Walton |
|                           | Report |               | Wembley, Londýn diváci: 84 808 rozhodčí: Peter Walton |

|                     |       | Penaltový rozstřel           |  |
| Tevez Giggs Carrick | 3 : 1 | Diarra Defoe Mvuemba Johnson |  |

| Manchester United FC | Portsmouth FC |

| GK            | 1  | Edwin van der Sar |     |     |
| RB            | 2  | Gary Neville (C)  | 61' | 66' |
| CB            | 5  | Rio Ferdinand     |     |     |
| CB            | 15 | Nemanja Vidić     | 45' |     |
| LB            | 3  | Patrice Evra      |     |     |
| RM            | 24 | Darren Fletcher   |     |     |
| CM            | 18 | Paul Scholes      |     |     |
| CM            | 22 | John O'Shea       |     | 66' |
| LM            | 17 | Nani              |     | 79' |
| SS            | 11 | Ryan Giggs        |     |     |
| CF            | 32 | Carlos Tevez      |     |     |
| Náhradníci:   |    |                   |     |     |
| GK            | 29 | Tomasz Kuszczak   |     |     |
| DF            | 6  | Wes Brown         |     | 66' |
| DF            | 21 | Rafael            |     |     |
| DF            | 23 | Jonny Evans       |     |     |
| MF            | 16 | Michael Carrick   |     | 66' |
| MF            | 34 | Rodrigo Possebon  |     |     |
| FW            | 31 | Fraizer Campbell  |     | 79' |
| Trenér:       |    |                   |     |     |
| Alex Ferguson |    |                   |     |     |

| GK             | 1  | David James         |     |     |
| RB             | 5  | Glen Johnson        |     |     |
| CB             | 15 | Sylvain Distin      | 37' |     |
| CB             | 23 | Sol Campbell (C)    |     |     |
| LB             | 7  | Hermann Hreiðarsson |     | 79' |
| RM             | 8  | Papa Bouba Diop     |     |     |
| CM             | 30 | Pedro Mendes        |     | 75' |
| CM             | 6  | Lassana Diarra      |     |     |
| LM             | 19 | Niko Kranjčar       |     | 60' |
| CF             | 9  | Peter Crouch        |     |     |
| CF             | 14 | Jermain Defoe       |     |     |
| Náhradníci:    |    |                     |     |     |
| GK             | 21 | Jamie Ashdown       |     |     |
| DF             | 4  | Lauren              |     | 79' |
| DF             | 20 | Martin Cranie       |     |     |
| DF             | 32 | Djimi Traoré        |     |     |
| MF             | 18 | Arnold Mvuemba      |     | 75' |
| FW             | 17 | John Utaka          |     | 60' |
| FW             | 26 | Ben Sahar           |     |     |
| Trenér:        |    |                     |     |     |
| Harry Redknapp |    |                     |     |     |

| Asistenti rozhodčího: Dave Richardson Ian Gosling Čtvrtý rozhodčí: Andre Marriner |